# Efsy Washington
Pour les articles homonymes, voir Washington.
 (février 2025).
Motif : manque de sources secondaires nationales prouvant la notoriété du sujet
- Archive Wikiwix
- Bing
- Cairn
- DuckDuckGo
- E. Universalis
- Gallica
- Google
- G. Books
- G. News
- G. Scholar
- Persée
- Qwant
- (zh) Baidu
- (ru) Yandex
- (wd) trouver des œuvres sur Wikidata

| 1. | Préciser le motif de la pose du bandeau. | Précisez le motif de la pose du bandeau en utilisant la syntaxe suivante : {{admissibilité à vérifier\|date=août 2025\|motif=remplacez ce texte par le motif}}                       |
| 2. | Informer les utilisateurs concernés.     | Pensez à avertir le créateur de l'article, par exemple, en insérant le code ci-dessous sur sa page de discussion : {{subst:avertissement admissibilité à vérifier\|Efsy Washington}} |

 (février 2025).
La mise en forme du texte ne suit pas les recommandations de Wikipédia : il faut le « wikifier ».
Les points d'amélioration suivants sont les cas les plus fréquents :
- Les titres sont pré-formatés par le logiciel. Ils ne sont ni en capitales, ni en gras.
- Le texte ne doit pas être écrit en capitales (les noms de famille non plus), ni en gras, ni en italique, ni en « petit »…
- Le gras n'est utilisé que pour surligner le titre de l'article dans l'introduction, une seule fois.
- L'italique est rarement utilisé : mots en langue étrangère, titres d'œuvres, noms de bateaux, etc.
- Les citations ne sont pas en italique mais en corps de texte normal. Elles sont entourées par des guillemets français : « et ».
- Les listes à puces sont à éviter, des paragraphes rédigés étant largement préférés. Les tableaux sont à réserver à la présentation de données structurées (résultats, etc.).
- Les appels de note de bas de page (petits chiffres en exposant, introduits par l'outil «  Source ») sont à placer entre la fin de phrase et le point final[comme ça].
- Les liens internes (vers d'autres articles de Wikipédia) sont à choisir avec parcimonie. Créez des liens vers des articles approfondissant le sujet. Les termes génériques sans rapport avec le sujet sont à éviter, ainsi que les répétitions de liens vers un même terme.
- Les liens externes sont à placer uniquement dans une section « Liens externes », à la fin de l'article. Ces liens sont à choisir avec parcimonie suivant les règles définies. Si un lien sert de source à l'article, son insertion dans le texte est à faire par les notes de bas de page.
- La présentation des références doit suivre les conventions bibliographiques. Il est recommandé d'utiliser les modèles {{Ouvrage}}, {{Chapitre}}, {{Article}}, {{Lien web}} et/ou {{Bibliographie}}. Le mode d'édition visuel peut mettre en forme automatiquement les références.
- Insérer une infobox (cadre d'informations à droite) n'est pas obligatoire pour parachever la mise en page.

Pour une aide détaillée, merci de consulter Aide:Wikification.
Si vous pensez que ces points ont été résolus, vous pouvez retirer ce bandeau et améliorer la mise en forme d'un autre article.
 (février 2025).
Efsy Washington est le pseudonyme d'un romancier français ou américain connu et n'ayant, à ce jour, pas été identifié.
Une grande expérience lancée sur les réseaux sociaux en 2023 et soutenue par l'écrivain Franck Thilliez invite les lecteurs à se mettre sur la piste de cet auteur dont le premier roman, Best-seller, a connu un succès fulgurant.
Des journalistes français et internationaux participent à cette expérience littéraire et sociétale inédite qui décortique le monde de l’édition.
Sur RTL, Alba Ventura qualifie l’expérience de « coup de génie »  et y voit une expression de « la force de la créativité et de la littérature populaire ».
En direct dans une émission télévisée sur la RTBF, le journaliste belge Michel Dufranne émet l'hypothèse qu'Efsy Washington serait en réalité Marc Lévy. D’autres lecteurs, troublés par certaines phrases sensibles, y voient la plume de David Foenkinos ou de Franck Thilliez, ce que ces derniers ont formellement démenti.
Le VIF, le quotidien le plus lu en Belgique, en parle comme d’un « OVNI littéraire ».
L'expérience Washington affole le net, au point que de très nombreux fans se lancent dans l'écriture de nouvelles et de romans relatant le phénomène. 
Un label (Efsy W Label/ Writers Incubator) est déposé et apposé sur les nombreuses productions littéraires qui découlent de l’expérience.
Efsy Washington est également invité(e) à participer à l’écriture d’un recueil international de nouvelles, Cœurs des Ténèbres, au bénéfice de l’association Autistes sans Frontière, qui connaît un véritable succès en France et au Canada.

## Œuvres
Romans:
- Best-seller, janvier 2023, éditions Alter Real, ISBN-13 :  978-2378127169
- You want it darker, septembre 2023, éditions Alter Real, ISBN-13:  978-2378129408
- L’Itinéraire, octobre 2024, éditions Alter Real, ISBN-13 :  978-2385752521
- La Gula, 08 mai 2025, éditions Magnus, ISBN-13:  978-2384220694

Nouvelles :
- Venus in Furs, dans le recueil Cœurs des Ténèbres, Octobre 2024